# Облагороджування бурого вугілля масляною агломерацією
Облагороджування бурого вугілля масляною агломерацією — переробка бурого вугілля масляною агломерацією з метою його золовидалення і знесірчення .
Технологія масляної агломерації бурого вугілля розроблена автономно українськими і турецькими вченими (станом на 2016 р.). Досліджено вплив основних чинників, які впливають на процес масляної агломерації вугілля: режиму і тривалості агітації пульпи, показника рН пульпи (як електроліти використовувалися FeCl3, CaCl2, NaCl, NaOH, HCl) та її концентрації, дзета-потенціалу вугільної речовини, витрат зв'язуючої речовини — гасу, дизельного палива, мазуту, макової та соняшникової олії, а також нейоногенних поверхнево-активних речовин (Igepal-CA 630). Загалом, виявлені залежності збігаються з відомими і встановленими для кам'яного вугілля . Особливістю є те, що витрати масла-зв'язуючого у дослідженнях варіювалися від 5 % до 25 % і найкращим зв'язуючим визнано макову олію, яке забезпечує вихід агломерату 98,18 %. Агломерація бурого вугілля краще протікає при менших значеннях рН, тобто у кислому середовищі. Зі збільшенням витрат ПАР процес агломерації покращується.